# Cancale
Cancale (bretonsko Kankaven) je pristaniško naselje in občina v severozahodnem francoskem departmaju Ille-et-Vilaine regije Bretanje. Leta 2009 je naselje imelo 5.374 prebivalcev.
Cancale je središče gojenja ostrig v Bretanji.

## Geografija
Naselje leži v pokrajini Bretaniji ob zalivu Mont Saint Michel, vzhodno od Saint-Maloja, 73 km severno od Rennesa.

## Uprava
Cancale je sedež istoimenskega kantona, v katerega so poleg njegove vključene še občine La Fresnais, Hirel, Saint-Benoît-des-Ondes, Saint-Coulomb in Saint-Méloir-des-Ondes s 15.533 prebivalci.
Kanton Cancale je sestavni del okrožja Saint-Malo.

## Zanimivosti
- cerkev sv. Mevenna iz prve polovice 18. stoletja,
- muzej lesenih skulptur,
- muzej umetnosti in ljudske tradicije,
- rojstna hiša sv. Ivane Jugan (1792-1879), ustanoviteljice kongregacije malih sestra revščine.

## Pobratena mesta
- Arnstein (Bavarska, Nemčija),
- Mittelwihr (departma Haut-Rhin, Alzacija).